# Luigi Filippo De Magistris
Luigi Filippo De Magistris (Roma, 17 aprile 1872 – Milano, 20 novembre 1950) è stato un geografo italiano.

## Biografia
Discepolo di Giuseppe Dalla Vedova, nel 1895 fu ammesso nella Società geografica italiana, di cui rimase collaboratore fino alla morte. Dal 1910 al 1919 collaborò con l'Istituto Geografico De Agostini di Novara e fu redattore della rivista La Geografia, fondata da Giovanni De Agostini nel 1912. Fino al 1919, De Magistris fu anche redattore del Calendario Atlante De Agostini. Gli si deve anche un Atlantino Geografico Mondiale con notiziario statistico-storico-geografico edito per i tipi del De Agostini durante la prima guerra mondiale come omaggio della Società anonima Bianchi Automobili-Velocipedi Milano, abbastanza simile al Calendario Atlante tranne che per la disposizione delle tematiche e la mancanza del calendario e dell'annata. Nel 1919 De Magistris si trasferì a Bergamo per dirigere l'ufficio cartografico dell'Istituto Italiano d'Arti Grafiche. Dal 1939 lavorò per la casa editrice Paravia come supervisore del suo notissimo atlante, posto lasciato vacante da Roberto Almagià, costretto a interrompere la sua collaborazione con l'editore a causa delle leggi razziali fasciste. Dal 1925 al 1945 insegnò Geografia economica presso l'Università commerciale Luigi Bocconi a Milano e dal 1938 al 1942 fu titolare della cattedra di Geografia presso la facoltà di Lettere dell'Università degli Studi di Milano. Durante il Ventennio fascista collaborò con La Libreria dello Stato alla realizzazione di testi scolastici dai chiari toni propagandistici. Fervente nazionalista e sansepolcrista, si segnalò soprattutto per i suoi studi sulle regioni d'Italia, sull'Impero coloniale italiano, di cui fu acceso propagandista, e per opere di divulgazione geografica.
Il 29 luglio 1921 fu iniziato in Massoneria nella loggia Pontida di Bergamo, appartenente al Grande Oriente d'Italia.

## Opere principali
- Per gli Appennini, Roma 1894;
- Per una bibliografia geografica d'Italia, in Le Comunicazioni di un collega. Rivista illustrata di geografia..., III (1896), pp. 123 ss.; IV (1897), pp. 4-7, 41 ss., 92-95; V (1898), pp. 13 ss., 38 ss., 61 ss., 111 ss.; VI (1899), pp. 51-54, 92-95;
- Abruzzi e Molise, in Giovanni Marinelli. La Terra, Milano 1899, IV, pp. 1089-1152;
- Bibliografia geografica della Regione italiana, in Bollettino della Società geografica italiana, s. 3, XII (1899), pp. 328-52, 373-404, 431- 76, 543-56, 606-44;
- Le torbide del Tevere e il valore medio annuo della denudazione del bacino tiberino a monte di Roma, in Rivista geografica italiana, X (1902), pp. 123-32, 180-92, 251-55, 335-50;
- Del rilevamento topografico, a grande scala, di piccole forme del terreno, in La Geografia, II (1914), pp. 6-16;
- Se gli atlanti scolatici debbano essere dotati dell'indice dei nomi geografici, in La Geografia n. 5, maggio 1914, IGDA, Novara;
- Le ragioni e le vicende della cartografia privata in Italia, in La Geografia n. 9-10, nov.-dic. 1917, IGDA, Novara;
- La provincia di Bergamo. Caratteristiche economiche, Bergamo 1924; Biobibliografia (1872-1926), ibid. 1926;
- Lo stato attuale della conoscenza della distribuzione della malaria nell'Italia meridionale, in Atti dell'XI Congresso geografico italiano, Napoli ... 1930, Napoli 1930, III, pp. 40-51;
- Per una biblioteca geografica, Milano 1931;
- Sulla diminuzione della malaria in Sardegna e sulla preparazione delle "Carte della malaria", in Atti del XII Congresso geografico italiano. Sardegna ... 1934, Cagliari 1935, pp. 308-33.
- Sussidi bibliografici fondamentali per la conoscenza delle fonti geo-cartografiche moderne, Milano, Edizioni Universitarie "Cisalpino", 1944 di pp. 132
- Necrologio, in Rivista Geografica Italiana, 20 Dic. 1941;
- Luigi Filippo de Magistris e Gian Cesare Pico, L'Impero d'Italia, Roma, La Libreria dello Stato, 1938.
- Della tutela della buona cartografia privata in Italia e di altre considerazioni pertinenti al tema, in L'Universo, XXVIII, n. 1, 1948,  pp. 19-32.